# Gare de Villepinte
Gare de Villepinte vasútállomás és RER állomás Franciaországban, Villepinte településen.

## Vasútvonalak
Az állomást az alábbi vasútvonalak érintik:
- Aulnay-sous-Bois-Roissy 2-RER-vasútvonal

## Kapcsolódó állomások
A vasútállomáshoz az alábbi állomások vannak a legközelebb:
- Gare du Parc des Expositions (Gare Aéroport Charles-de-Gaulle 2 TGV, B RER-vonal)
- Gare de Sevran - Beaudottes (Gare de Saint-Rémy-lès-Chevreuse, Gare de Robinson, B RER-vonal)

## Lásd még
- Franciaország vasútállomásainak listája
- A RER állomásainak listája